# Atherigona danbriensis
Atherigona danbriensis är en tvåvingeart som beskrevs av Shinonaga och Thinh 2004. Atherigona danbriensis ingår i släktet Atherigona och familjen husflugor.
Artens utbredningsområde är Vietnam. Inga underarter finns listade i Catalogue of Life.